# Taiwan Railways Administration
A Taiwan Railways Administration (TRA) é uma operadora ferroviária de Taiwan. É uma agência do Ministério de Transporte e Comunicação, responsável por gerir, manter e operar os serviços ferroviários convencionais, de passageiros e de carga, na rede de 1.097 km da República da China. O tráfego de passageiros em 2018 foi de 231.267.955.
Em 1º de janeiro de 2024, a Taiwan Railway Administration tornou-se uma empresa estatal, Taiwan Railway Corporation. 
A sede da agência está localizada no distrito de Zhongzheng, em Taipé.

## Veja Mais
EMU3000 series